# Cerro Echandi
Cerro Echandi je planina u provinciji Bocas del Toro u zapadnoj Panami i u Limónu na jugozapadu Kostarike, na granici s Kostarikom. Dio je planinskog lanca Cordillera de Talamanca i doseže nadmorsku visinu od 3163 m.

## Reference
1. ↑  Mario Barrantes Ferrero. 1959. La frontera entre Costa Rica y Panamá: descripción general. Instituto Geograf́ico de Costa Rica